# Cho Young-suk
Cho Young-suk (koreanisch 조영숙; * 10. Juni 1970) ist eine südkoreanische Badmintonspielerin. 

## Karriere
Cho Young-suk machte ihr Nationalmannschaftsdebüt im Alter von 14 Jahren gegen England, wobei sie im Einzel knapp mit 9:12, 11:7 und 5:11 unterlag. 1987 siegte sie im Damendoppel bei den Canadian Open gemeinsam mit Kim Jung-ja. Ein Jahr wurde sie bei den US Open Zweite in der gleichen Disziplin, diesmal jedoch mit Lee Myung-hee an ihrer Seite.

## Sportliche Erfolge
| Saison | Veranstaltung | Disziplin   | Platz | Name                          |
| ------ | ------------- | ----------- | ----- | ----------------------------- |
| 1987   | Canadian Open | Damendoppel | 1     | Kim Jung-ja / Cho Young-suk   |
| 1988   | US Open       | Damendoppel | 2     | Lee Myung-hee / Cho Young-suk |

## Referenzen
- Cho Young-suk beim Badminton-Weltverband

| Personendaten    | Personendaten                     |
| ---------------- | --------------------------------- |
| NAME             | Cho, Young-suk                    |
| ALTERNATIVNAMEN  | 조영숙                            |
| KURZBESCHREIBUNG | südkoreanische Badmintonspielerin |
| GEBURTSDATUM     | 10. Juni 1970                     |